# Sensibilização
A sensibilização é um processo de aprendizagem não associativo no qual a administração repetida de um estímulo resulta na amplificação progressiva de uma resposta. A sensibilização muitas vezes é caracterizada por um aumento da resposta a toda uma classe de estímulos além daquele que é repetido. A repetição de um estímulo doloroso, por exemplo, pode tornar a pessoa mais responsiva a um ruído alto.

## História
Eric Kandel foi um dos primeiros a estudar a base neural da sensibilização, realizando experimentos nas décadas de 1960 e 1970 sobre o reflexo de retirada branquial da lesma Aplysia. Kandel e seus colegas primeiro habituaram o reflexo, enfraquecendo a resposta ao tocar repetidamente no sifão do animal. Eles, então, emparelharam estímulos elétricos nocivos à cauda com um toque no sifão, fazendo com que a resposta de retirada das brânquias reaparecesse. Após essa sensibilização, um leve toque no sifão sozinho produziu uma forte resposta de retirada das brânquias, efeito este que durou vários dias. Em 2000, Eric Kandel recebeu o Prêmio Nobel de Fisiologia ou Medicina por sua pesquisa em processos de aprendizagem neuronal.

## Bases neurais
As bases neurais da sensibilização comportamental não estão totalmente elucidadas, embora tipicamente resultem quando um receptor celular torna-se mais propenso a responder a um estímulo. Exemplos de sensibilização neural incluem:
- A estimulação elétrica ou química no hipocampo de ratos causa fortalecimento dos sinais sinápticos, um processo conhecido como potenciação de longo prazo ou LTP.[3] O LTP de receptores AMPA é um potencial mecanismo subjacente à memória e aprendizagem no cérebro.
  - No modelo de kindling, a estimulação repetida de neurônios hipocampais ou amigdaloides no sistema límbico acaba levando a convulsões em animais de laboratório. Após a sensibilização, pode ser necessária pouquíssima estimulação para produzir convulsões. Assim, o kindling foi sugerido como um modelo para a epilepsia do lobo temporal em humanos, onde um estímulo repetitivo (luzes piscando, por exemplo) pode causar crises epilépticas.[4] Muitas vezes, as pessoas que sofrem de epilepsia do lobo temporal relatam sintomas de efeitos negativos, como ansiedade e depressão, que podem ser resultantes da disfunção límbica.[5]
- Na "sensibilização central", os neurônios nociceptivos nos cornos dorsais da medula espinhal tornam-se sensibilizados por danos nos tecidos periféricos ou pela inflamação.[6] Sugere-se que esse tipo de sensibilização seja um possível mecanismo causal para condições de dor crônica. As alterações da sensibilização central ocorrem após repetidos ensaios de dor. Pesquisas mostraram consistentemente que, quando um animal é repetidamente exposto a um estímulo doloroso, seu limiar de dor muda e resulta em uma resposta à dor mais forte. Pesquisadores acreditam que existem paralelos que podem ser traçados entre esses testes em animais e a dor persistente nas pessoas. Por exemplo, após uma cirurgia nas costas em que se removeu uma hérnia de disco causando um nervo comprimido, o paciente ainda pode continuar a "sentir" dor. Além disso, os recém-nascidos que são circuncidados sem anestesia mostraram tendências a reagir mais fortemente a futuras injeções, vacinas e outros procedimentos semelhantes. As respostas dessas crianças são aumento do choro e maior resposta hemodinâmica (taquicardia e taquipneia).[7]
- A sensibilização a drogas ocorre na dependência de drogas e é definida como um efeito aumentado da substância após doses repetidas (o oposto da tolerância à droga). Tal sensibilização ocorre devido a mudanças na transmissão dopaminérgica mesolímbica cerebral, bem como devido a uma proteína dentro dos neurônios mesolímbicos chamada delta FosB. Um processo associativo pode contribuir para o vício, pois os estímulos ambientais associados ao consumo de drogas podem aumentar o desejo de consumi-las. Esse processo pode também aumentar o risco de recaída em dependentes em abstinência.[8]

## Sensibilização cruzada
A sensibilização cruzada é um fenômeno no qual a sensibilização a um estímulo é reverberada em um estímulo relacionado, resultando na amplificação de uma resposta particular tanto ao estímulo original quanto ao estímulo relacionado. Por exemplo, a sensibilização cruzada aos efeitos neurais e comportamentais de drogas viciantes é bem caracterizada, como a sensibilização à resposta locomotora de um estimulante resultando em sensibilização cruzada aos efeitos de ativação motora de outros estimulantes. Da mesma forma, a sensibilização por recompensa a uma determinada droga viciante geralmente resulta em sensibilização cruzada por recompensa, que envolve a sensibilização à propriedade recompensadora de outras drogas viciantes da mesma classe de droga ou mesmo de certas recompensas naturais.
Em animais, tem-se estabelecida a sensibilização cruzada entre o consumo de diversos tipos de drogas de abuso – em consonância com a teoria das drogas de entrada – e também entre o consumo de açúcar e a autoadministração de drogas de abuso.

## Como fator causal em patologias
Implica-se que a sensibilização possa ser um mecanismo causal ou de manutenção em uma ampla gama de patologias aparentemente não relacionadas, incluindo dependência, alergias, asma, bexiga hiperativa e algumas síndromes medicamente inexplicáveis, como fibromialgia e sensibilidade química múltipla. A sensibilização também pode contribuir para distúrbios psicológicos, como transtorno de estresse pós-traumático, ataque de pânico e transtornos do humor.